# Zoheir Bendida
 (mars 2020).
Zoheir Bendida est un footballeur algérien né le 3 décembre 1977 à Oran. Il évoluait au poste d'arrière droit.

## Biographie
Zoheir Bendida évolue pendant sept saisons en faveur de l'ASM Oran. Il joue ensuite pendant deux saisons avec l'autre club de la ville, le MC Oran. Il termine sa carrière avec une dernière saison à l'USM Blida.
De 2002 à 2005, il joue plus de 60 matchs en première division algérienne.

## Palmarès
- Champion d'Algérie de D2 en 2000 avec l'ASM Oran.